# エヌオー出版
有限会社エヌオー出版（エヌオーしゅっぱん）は、福岡県福岡市中央区にある地方の出版社。2025年現在、休刊となる。

## 概要
九州限定で月刊誌［no!（エヌオー）］を発行している、全国でも割と珍しい有料誌での広告表現に縛られない雑誌である。
毎月1000人の人々が登場する新世代マガジン「東京グラフィティ」は同一コンセプトの姉妹誌となる。
「no!(エヌオー)」とは「Naked opinion」＝「ありのままの意見」という意味の略語であり、一般人のありのままの意見を掲載する雑誌であるという「オピニオン誌」としての位置を明確に表現したネーミングとなっている。
現在、広告表現として定番となりつつある読者参加型の雑誌として、一般人が「ホワイトボード」に意見を書き込む企画表現や、「○○美少女」といったカテゴリーでの地方発信の全国へのブランディング戦略は1996年に熊本発祥で当時の編集部が全国へ向けて発信した先駆けの企画である。
よく、そのまま［no!(ノー)］と呼ばれる事があるが、呼び方としては［no!(エヌオー)］というアルファベットでの呼び方が正しい呼び名であるらしい。

## 雑誌
- no!熊本（熊本県内を中心とした月刊誌） - 1996年創刊。
- no!福岡（福岡県内を中心とした月刊誌） - 2000年創刊。販売は海鳥社

## 撮影協力
- 寺原自動車学校

## 在籍していた著名人
- 山田敦士（写真家）